# Astape
Astape (лат.) — род богомолов из семейства Haaniidae. Встречаются в Юго-Восточной Азии. Отмечены в следующих странах: Китай, Индия, Индонезия (остров Ява), Лаос. Род был впервые выделен в 1877 году шведским энтомологом Карлом Столем (1833–1878), типовой вид Astape denticollis Stal, 1877.
От близких групп род отличается следующими признаками: на вершине передних голеней один дорсальный шип (у сходного рода Haania там два шипа); переднеспинка с заметно приподнятым, зубчатым продольным килем. 